# Seznam britanskih nogometašev
Seznam britanskih nogometašev.

## Seznami
- seznam angleških nogometašev
- seznam severnoirskih nogometašev
- seznam škotskih nogometašev
- seznam valižanskih nogometašev